# Estrébœuf
Estrébœuf è un comune francese di 271 abitanti situato nel dipartimento della Somme nella regione dell'Alta Francia.

## Società

### Evoluzione demografica
Abitanti censiti